# François Lafortune
François Jacques Florentin Lafortune (Leuven, 10 januari 1896 - plaats en datum van overlijden onbekend) was een Belgisch schutter die tussen 1924 en 1960 vijf keer deelnam aan de Olympische Spelen. Zijn beste resultaat behaalde hij in 1924, toen hij in teamverband elfde eindigde met zijn land.

## Levensloop
Lafortune kwam uit een sportieve familie: zijn jongere broer Marcel was eveneens schutter en nam in die discipline vier keer deel aan de Olympische Spelen (1936, 1948, 1956 en 1960). Ook zijn zoon Frans was een schutter: hij nam nam tussen 1952 en 1976 zelfs zevenmaal deel, wat nog steeds een (gedeeld) Belgisch record is. Vader en zoon namen in 1952 en 1960 samen deel aan de Olympische Spelen.
Ook zijn broer Hubert was een olympisch atleet, zij het dan wel in een andere discipline: hij maakte deel uit van het team dat een zilveren medaille won op de Olympische Zomerspelen van 1920 in Antwerpen. De familie Lafortune nam samen zeventien keer deel aan de Olympische Spelen. Lafortune's zoon trouwde later met judoka en bronzen medaille winnares op de Spelen van 1992 Heidi Rakels.

## Olympische resultaten
| Jaar | Discipline                                            | Resultaat        | Prestatie        |
| ---- | ----------------------------------------------------- | ---------------- | ---------------- |
| 1924 | 25m snelvuurpistool individueel (m)                   | 42e              | 13 punten        |
| 1924 | 600m vrij geweer individueel (m)                      | 19e              | 83 punten        |
| 1924 | 400, 600 en 800 m vrij geweer team (m)                | 11e              | 550 punten       |
| 1936 | 25m snelvuurpistool individueel (m)                   | niet geklasseerd | niet geklasseerd |
| 1936 | 50m vrij pistool individueel (m)                      | 39e              | 495 punten       |
| 1936 | 50m liggend kleinkalibergeweer individueel (m)        | 40e              | 289 punten       |
| 1948 | 50m liggend kleinkalibergeweer individueel (m)        | 23e              | 591 punten       |
| 1952 | 50m drie houdingen kleinkalibergeweer individueel (m) | 24e              | 1131 punten      |
| 1952 | 50m liggend kleinkalibergeweer individueel (m)        | 44e              | 387 punten       |
| 1960 | 50m drie houdingen kleinkalibergeweer individueel (m) | 31e              | 1108 punten      |
| 1960 | 50m liggend kleinkalibergeweer individueel (m)        | 54e              | 555 punten       |